# Вассерман, Энтони
Энтони Джон Вассерман (англ. Antony John Wassermann; род. 13 февраля 1957, Великобритания) — британский математик, специалист в области операторной алгебры. Исследовал и работал над конформной теории поля, алгеброй фон Наймана и гипотезой Баума — Коннеса.

## Биография
Получил образование в Королевской гимназии (Ньюкасл-апон-Тайн), в которой он учился с 1968 по 1974, в 1981 году получил степень доктора философии в Университете штата Пенсильвания, защитил докторскую диссертацию под руководством Джонатана Розенберга, её тема: «Автоморфные действия компактных групп на операторную алгебру».
С 1999 по 2013 год был директором Национального центра научных исследований и Университета Экс-Марсель (Франция).
Сын физика Герхарда Дитриха Вассермана и брат математика Александра Симона Вассермана.

## Признание
- Бронзовая медаль Международной математической олимпиады 1974[7];
- Стипендия Miller Research[англ.] 1986—1988[8];
- Премия Уайтхеда 1990[9];
- Международный конгресс математиков 1994[10].